# 拉艾特拉韦赛讷
拉艾特拉韦赛讷（法語：La Haie-Traversaine，法語發音：[la ɛ tʁavɛʁsɛn]）是法国马耶讷省的一个市镇，位于该省北部，属于马耶讷区。

## 地理
拉艾特拉韦赛讷（48°22'10"N, 0°36'24"W）面积10.7 平方千米，位于法国卢瓦尔河地区大区马耶讷省，该省份为法国西北部内陆省份，北起芒什省和奧恩省，西接伊勒-维莱讷省，南至曼恩-卢瓦尔省，东临萨尔特省。
与拉艾特拉韦赛讷接壤的市镇（或旧市镇、城区）包括：昂布里耶尔莱瓦莱、马耶讷、瓦索、布赖河畔帕里涅、圣弗兰博-德普里耶尔、圣卢迪加斯。

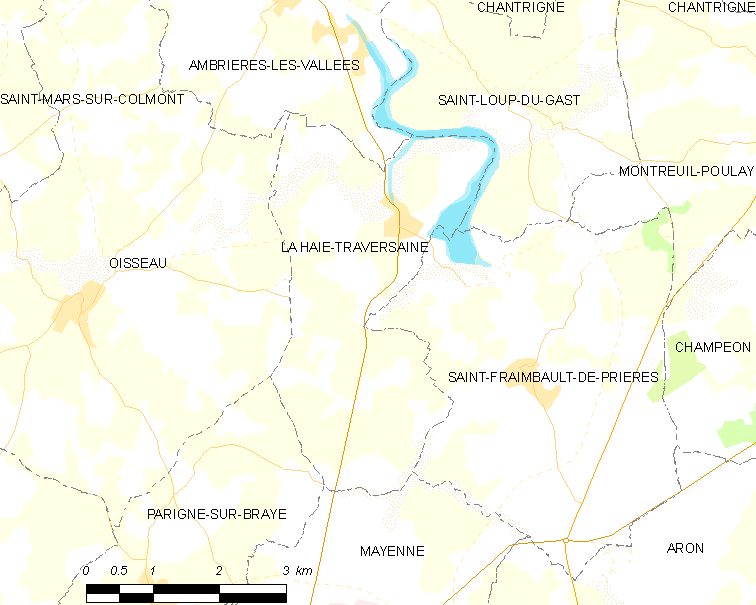
拉艾特拉韦赛讷的OSM定位图

拉艾特拉韦赛讷的时区为UTC+01:00、UTC+02:00（夏令时）。

## 行政
拉艾特拉韦赛讷的邮政编码为53300，INSEE市镇编码为53111。

## 政治
拉艾特拉韦赛讷所属的省级选区为拉赛堡县。

## 人口

1962-2008年间拉艾特拉韦赛讷人口变化图示

拉艾特拉韦赛讷于2022年1月1日时的人口数量为466人。